# Soldadura eléctrica

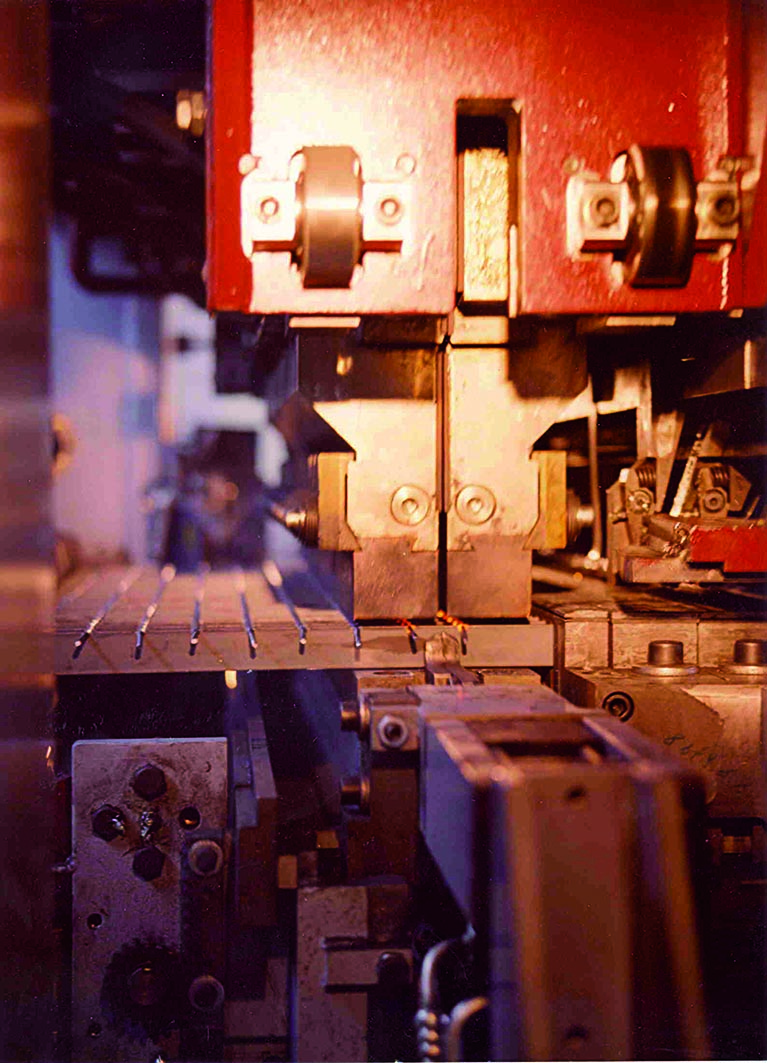
Ejemplo de electrosoldadura

La soldadura eléctrica, electrosoldadura o soldadura por resistencia es un proceso termoeléctrico en el que se genera calor, mediante el paso de una corriente eléctrica a través de las piezas, en la zona de unión de las partes que se desea unir durante un tiempo controlado con precisión y bajo una presión controlada.  Los metales se unen sin necesidad de material de aporte, es decir, por aplicación de presión y corriente eléctrica sobre las áreas a soldar sin tener que añadir otro material.
En la electrosoldadura, las piezas de metal que van a unirse son presionadas juntas por los electrodos de la máquina soldadora de manera que hagan un buen contacto eléctrico. Entonces pasa la corriente eléctrica a través de ellos y los calienta hasta que empiecen a derretir en el punto donde están en contacto. El metal fundido de las dos piezas fluye y las piezas se unen; entonces la corriente se apaga y el metal fundido se solidifica, formando una conexión metálica sólida entre las dos piezas.
Este procedimiento se utiliza mucho en la industria para la fabricación automática de rejillas electrosoldadas.

## Ventajas
Sencillez del proceso, pues no requiere preparación especial de los elementos a unir, fácil adquisición de los insumos en proceso SMAW, versatilidad de los equipos para desarrollar el proceso. 
Robustez del proceso, ya que es capaz de absorber tolerancias considerables en variables dentro del proceso, como por ejemplo, excesos de gases, suciedad de los elementos a unir, atmósferas contaminadas, etc., que otras técnicas de soldadura tendrían una influencia negativa muy grande. 
Alta velocidad de proceso, con tiempos de soldadura muy cortos y elevadas velocidades de paso de unos puntos a otros.  